# Сухобоченков, Николай Львович
Никола́й Льво́вич Сухобо́ченков (7 ноября 1922, дер. Рыльково, Смоленская губерния — 27 января 2015, Черкесск) — советский партийный и общественный деятель, секретарь Карачаево-Черкесского обкома КПСС, участник Великой Отечественной войны, почётный гражданин города Черкесска.

## Биография
В старших классах школы во время каникул работал в колхозе «Трудовик». В 1938 году вступил в комсомол.

### Великая Отечественная война
С апреля в 1942 года, по окончании Златоустовского военно-инженерного училища, — в боях Великой Отечественной войны. При обороне Керчи 17 мая 1942 года был тяжело ранен и контужен. Два месяца лечился в госпитале в Пятигорске, затем был в отпуске в Пензенской области, куда эвакуировалась семья. Там был назначен в 35-ю отдельную запасную сапёрную роту (Селикса Пензенской области), которая занималась обучением специалистов для фронта. С августа 1943 года в составе 35-й роты, вошедшей в состав 3-го отдельного саперного полка, воевал на Юго-Западном фронте. С ноября 1943 г. — комсорг полка.
С февраля 1944 г. — комсорг 82-го отдельного мотоциклетного разведывательного батальона 23-го танкового корпуса (3-й Украинский фронт); батальон 9 месяцев находился в непрерывных боях. В боях за город Аджут-Асуа (Румыния) организовал атаку мотоциклистов и сам лично уничтожил пятерых гитлеровцев; был награждён орденом Красной Звезды. С октября 1944 г. — помощник начальника политотдела по комсомолу 3-й танковой Чаплинской Краснознамённой орденов Суворова и Кутузова бригады (23-й танковый корпус). В этом же году вступил в ВКП(б). Участвовал в боях по освобождению от фашистов Украины, Молдавии, Венгрии, Австрии, Чехословакии. День Победы встретил в медсанбате корпуса в Чехословакии. Демобилизовался по инвалидности, вызванной контузией.

### После войны
Работал первым секретарём Петровского райкома комсомола, затем — вторым секретарём Черкесского обкома ВЛКСМ. С 1949 г. учился заочно на историко-филологическом факультете Ставропольского педагогического института и с 1951 года одновременно — очно в Ставропольской партийной школе. С 1954 г., окончив оба вуза, работал инструктором Ставропольского крайкома партии, с января 1957 года — заведующим отделом партийных органов Карачаево-Черкесского обкома партии.
3 декабря 1959 года партийной конференцией был избран первым секретарём Черкесского городского комитета КПСС. Организовал работы по строительству водозаборных сооружений и очистной станции городского водопровода; канализации города (прокладка коллекторов, строительство очистных сооружений с полями фильтрации); газификации. За 6-летний период его работы были построены Эркен-Шахарский сахарный завод, городской молокозавод, хлебозавод, школа № 4, национальная школа, городская больница; создан парк отдыха «Зелёный остров»; заасфальтированы улицы. В это же время окончил Всесоюзный заочный инженерно-строительный институт.
С 1966 года работал секретарём Карачаево-Черкесского обкома партии по вопросам промышленности и строительства. Добился разрешения на строительство драматического театра, домостроительного комбината, предприятий электронной промышленности; организовывал работы по строительству тепличного комбината «Южный», Урупского горно-обогатительного комбината, Северо-Кавказской гуманитарно-технологической академии, республиканской клинической больницы, астрофизической обсерватории, радиоастрономического телескопа РАН. Удостоен государственных наград.
В июле 1986 года вышел на пенсию. Работал в краевом управлении охотничьего хозяйства. С февраля 1987 до 1998 г. — председатель областного совета ветеранов.
Похоронен на кладбище в Черкесске.

### Семья
Жена (с 1943) — Любовь Артёмовна, врач, участник войны; дети:
- Виталий — кандидат технических наук, преподаватель Северо-Кавказской государственной гуманитарно-технологической академии, Почётный работник высшего профессионального образования;
- Алла — педагог фортепиано.

## Награды
- орден Красной Звезды (1943)
- два ордена Отечественной войны I и II степеней
- медаль «За взятие Будапешта»
- медаль «За взятие Вены»
- медаль «За победу над Германией в Великой Отечественной войне 1941—1945 гг.»
- три ордена Трудового Красного Знамени
- орден «Знак Почёта»
- медаль «За трудовую доблесть»
- медаль «За освоение целинных земель»
- медаль «Ветеран труда»
- 6 юбилейных медалей
- медаль Жукова
- Почётный гражданин Черкесска.

## Отзывы
Я, к слову сказать, считаю, что больше, чем Николай Львович Сухобоченков, никто не сделал для нашего города и республики.— Борис Акбашев, заместитель председателя исполкома Карачаево-Черкесского областного совета депутатов // Кавказские новости (газета). — 2002, февраль.

Наше поколение при самом активном деятельном участии тебя, Николай, изменило лицо нашей республики. Из аграрной окраины Ставропольского края она превратилась в индустриально-аграрную процветающую республику Российской Федерации, а Черкесск — из заурядной станицы в промышленный город.— М. Боташев, председатель облисполкома Карачаево-Чересской АО